# Squire Car Manufacturing Company

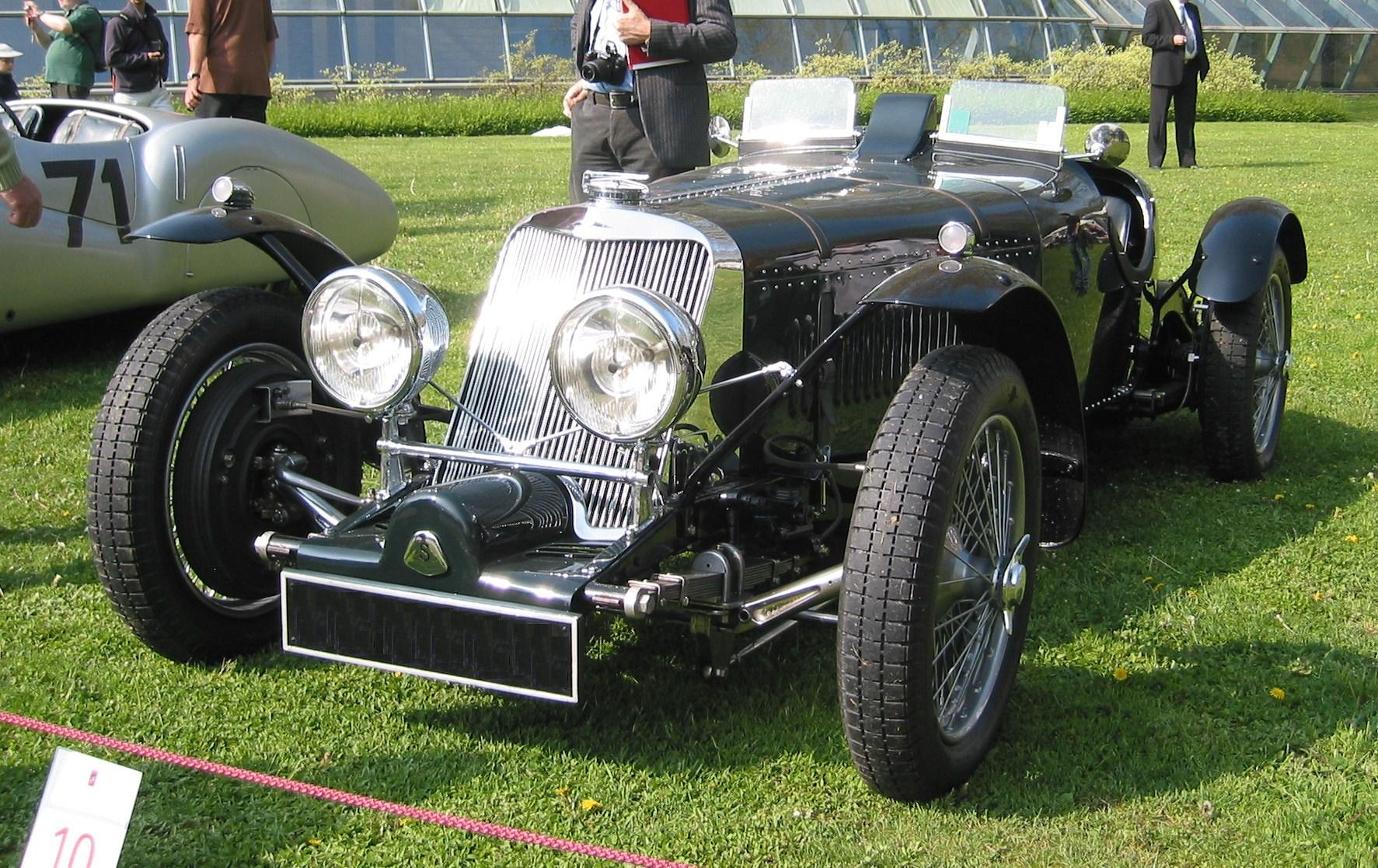
Squire 1935.

Squire Car Manufacturing Company var en brittisk biltillverkare med bas i Henley-on-Thames.

## Bakgrund
24-årige engelsmannen Adrian Squire väckte stort uppseende när han 1934 förverkligade sin skolpojksdröm genom att presentera en egenkonstruerad öppen sportbil "Squire". Specifikationerna liknade dem som gällde för dåtidens racerbilar:4-cylindrig radmotor med dubbla överliggande kamaxlar, kompressor, oljekylare och dubbla vattenpumpar. Cylindervolymen var 1,496 liter och effekten 105 hkr. Motorn, med beteckningen Anzani R1 (R för Ross) hade nykonstruerats 1932 av Douglas Ross på företaget British Anzani, ett dotterföretag till franska Anzani,känt för sin tillverkning av flygmotorer, konstruerade av italienaren Alessandro Anzani, som också ägde en flygmotorfabrik i Italien. Lockheedbromsarna var hydrauliska med ovanligt stora trummor. Utseendet, särskilt med Vanden Plas-karossen på kort-chassimodellen, låg helt i linje med tidens sportvagnsideal: fram- och bakskärmar med långa svepande linjer, lång och låg motorhuv med tillbakadragen kylare, fällbar vindruta, djupt nedskurna dörrar och stora trådekerhjul. Adrian Squire startade tillverkningen i Remenham Hill utanför Henley-on-Thames, Oxfordshire, England, under företagsnamnet Squire Car Mfg.Co.,Ld. Han fick finansiellt stöd av en förmögen vän från skoltiden, som också var bilentusiast, Jock Manby-Colegrave.

## Produktion
Bilen var dock dyr att tillverka eftersom Adrian Squire var något av en perfektionist. Försäljningspriset blev därför alltför högt och gjorde bilarna svårsålda. För priset av en Squire kunde man köpa två Aston Martin. Det hjälpte inte att varje bil såldes med garanti att den hade körts runt Brooklandsbanan med en hastighet av minst 160 km/tim. Bilarna var inte heller problemfria. Anzanimotorn var högt belastad bland annat på grund av ett ovanligt högt kompressortryck. Den var därför känslig och krävde noggrann tillsyn om den skulle fungera väl. Om man bromsade för fullt i en nödsituation kunde de kraftiga bromsarna knäcka fjäderfästena. När Adrian Squire sommaren 1936 såg sig tvungen att lägga ner tillverkningen, hade endast 7 bilar färdigställts och sålts, 5 med kort chassi, varav 3 med Vanden Plas-kaross, och 2 med långt chassi. En privatperson, Val Zethrin, ägare till en av lång-chassibilarna, tog över resterande lager och rättigheter samt färdigställde ytterligare 2 eller 3 bilar. Adrian Squire arbetade sedermera bland annat åt Bristol Aeroplane Company. Han omkom vid ett tyskt bombanfall mot Bristol 1940.